# Grup de la zippeïta
El grup de la zippeïta és una família de minerals uranil-sulfats formada per 9 espècies. Molts dels espècimens que van ser etiquetats com a zippeïta són en realitat natrozippeïta, el membre amb sodi del grup, especialment aquells que procedien de jaciments de roques sedimentàries. La marecottita, Mg₃(UO₂)₈(SO₄)₄O₆(OH)₂·28H₂O, és una espècie estructuralment relacionada amb aquest grup tot i no pertànyer.
| Espècie          | Fórmula                         |
| ---------------- | ------------------------------- |
| Cobaltzippeïta   | Co(UO₂)₂(SO₄)O32·3,5H₂O         |
| Magnesiozippeïta | Mg(UO₂)₂(SO₄)O32·3,5H₂O         |
| Natrozippeïta    | Na₅(UO₂)₈(SO₄)₄O₅(OH)₃·12H₂O    |
| Niquelzippeïta   | Ni(UO₂)₂(SO₄)O32·3,5H₂O         |
| Plavnoïta        | K0,8Mn0,6[(UO₂)₂O₂(SO₄)]·3,5H₂O |

| Espècie         | Fórmula                        |
| --------------- | ------------------------------ |
| Pseudojohannita | Cu6,5(UO₂)₈(SO₄)₄O₈(OH)₅·25H₂O |
| Sejkoraïta-(Y)  | Y₂(UO₂)₈(SO₄)₄O₆(OH)₂·26H₂O    |
| Zinczippeïta    | Zn(UO₂)₂(SO₄)O₂·3,5H₂O         |
| Zippeïta        | K₃(UO₂)₄(SO₄)₂O₃(OH)·3H₂O      |

## Formació i jaciments
Els minerals del grup de la zippeïta es troben repartits per tot el globus a excepció de l'Antàrtida, tenint en compte també que en tres continents: a Oceania, a l'Àfrica i a Amèrica del Sud tan sols s'hi troba en menys mitja dotzena de jaciments. Als territoris de parla catalana s'hi pot trobar una de les espècies, la natrozippeïta, a la mina Eureka, situada a la localitat de Castell-estaó, al Pallars Jussà (província de Lleida).